# 楊欽 (永樂進士)
楊欽（14世紀—15世紀），字謝山，廣東高州府石城縣人，明朝政治人物。

## 生平
楊欽年少聰敏孝順，成年就進入縣學為庠生，永樂十二年（1414年）成舉人第二名，三次參加會試不中舉，更加用心鑽研書籍研究精髓，到二十二年（1424年）成進士，獲授庶吉士，擢翰林院編修，偶然讀到父母逝世的語句而突然感慨，於是辭官回鄉終養，每天定省為事，在謝鞋山巔結社以文史自娛，穿粗衣吃素食也怡然自得，餘暇就和儒生講說經義，以興起文風為己任，其著作大多失傳，只有《歸山詠》、《適志詠》留下。

## 引用
1. 1 2  光緒《［廣東］石城縣志·卷七·列傳》：楊欽，字謝山，少穎悟，勤誦習，事親孝。弱冠，補諸生，領永樂甲午鄉試第二。三上公車，不第，益博採群書，研究精理。甲辰，登進士，授翰林院庶吉士，尋擢編修。閒讀風樹之語，惻然動念，遂致官歸養，日以定省為事，結社於謝鞋山巔，文史自娛，縕袍素食，晏如也。時延見諸儒生相與講說經義，亹亹不倦，隱然以興起海濱斯文為己任。所著詩文多散佚，相傳有《歸山詠》、《適志詠》亦其一臠。
2. ↑  光緒《高州府志·卷三十七·人物十》：楊欽，石城人，少穎慧，勤於誦習，孝以事親，弱冠補諸生，領永樂甲午鄉試第二，三上公車不第，益博採群書，無不研究精髓。甲辰登進士，改翰林院庶吉士，尋授職編修，閒讀風樹之語，惻然動念遂致官歸養，日以定省為事，結社於謝鞋山巔，文史自娛，縕袍素食晏如也，暇則引諸儒生徜徉園沼相與講說經義海濱斯文，隱歸以興起為己任。所著作多散失，世傳有《歸山詠》、《適志詠》亦其一臠云。 乾隆志文苑傳，石城祀鄉賢